# Оксфордский канал
О́ксфордский кана́л (англ. Oxford Canal) — длинный и узкий канал в центральной Англии, соединяет города Оксфорд и Ковентри. Соединяется с рекой Темзой в Оксфорде, а также с каналом Гранд-Юнион и каналом Ковентри. Проходит по территории графств Оксфордшир, Нортгемптоншир и Уорикшир. Длина канала — 130 км. На своём пути канал имеет ряд шлюзов и водных тоннелей. Между Банбери и Оксфордом проходит по долине реки Чаруэлл, во многих местах используя её русло.
Строительство канала велось в несколько этапов во второй половине XVIII века. Формально канал был полностью открыт 1 января 1790 года. Очень скоро канал стал важной транспортной артерией Англии, используясь для транспортировки угля, камня, сельскохозяйственной продукции и др.
Канал активно использовался в коммерческих целях до середины 1960-х годов. Сейчас он в основном имеет рекреационное назначение. Оксфордский канал формирует часть Уорикширского кольца — популярного у туристов кольца каналов.